# Last Chance (Marte)

Last Chance é um afloramento rochoso em camadas descoberto em Marte pelo veículo explorador de Marte Opportunity em março de 2004. A rocha se situa dentro do afloramento rochoso próximo ao local de aterrissagem da sonda em Meridiani Planum.
As imagens enviadas mostram evidências de uma formação geológica conhecida como estratificação em cruz curvada. Na base dessa rocha, camadas podem ser vistas apontando para abaixo e para a direita. A seção que contém essas camadas mede apenas um ou dois centímetros de espessura. Na ponta superior da rocha, as camadas também apontam para a direita, mas exibem uma sutil geometria "côncava para cima". Essas duas formações sugerem pequenas ondulações com pequenas cristas. Apesar de o vento ser capaz de produzir ondulações na rocha, ele nunca produz linhas de crista e nunca forma camadas profundas numa escala tão pequena. A explicação mais provável para essas ondulações é que elas se formaram na presença de água corrente. 